# Lembecq
 (janvier 2017).
Si vous disposez d'ouvrages ou d'articles de référence ou si vous connaissez des sites web de qualité traitant du thème abordé ici, merci de compléter l'article en donnant les références utiles à sa vérifiabilité et en les liant à la section « Notes et références ».
Lembecq,,,, en néerlandais Lembeek, est un village et une section de commune de la ville belge de Hal (en néerlandais Halle) située en Région flamande dans la province du Brabant flamand. C'était une commune à part entière avant la fusion des communes de 1977.

## Histoire
Au XIIe siècle, Lembecq était une zone disputée entre le duc de Brabant et le comte de Hainaut en raison de sa situation stratégique. En 1194, ils parviennent à un accord : Lembecq devient territoire neutre entre les deux pays. Au XVIIIe siècle, le gouvernement autrichien stimula la production de gin, ce qui profita à Lembecq car l'exportation de boissons et l'importation de matières premières étaient exonérées de droits d'accises et de péages. Durant la Seconde Guerre mondiale, Lembecq était un noyau dur de résistants. Des jeunes faisaient passer clandestinement des armes à la frontière avec Halle et des réunions importantes avaient lieu dans les profondes caves de Lembecq.

## Démographie

### Évolution démographique
- Sources : INS, Rem. : 1831 jusqu'en 1970 = recensements, 1976 = nombre d'habitants au 31 décembre[6].

## Géographie

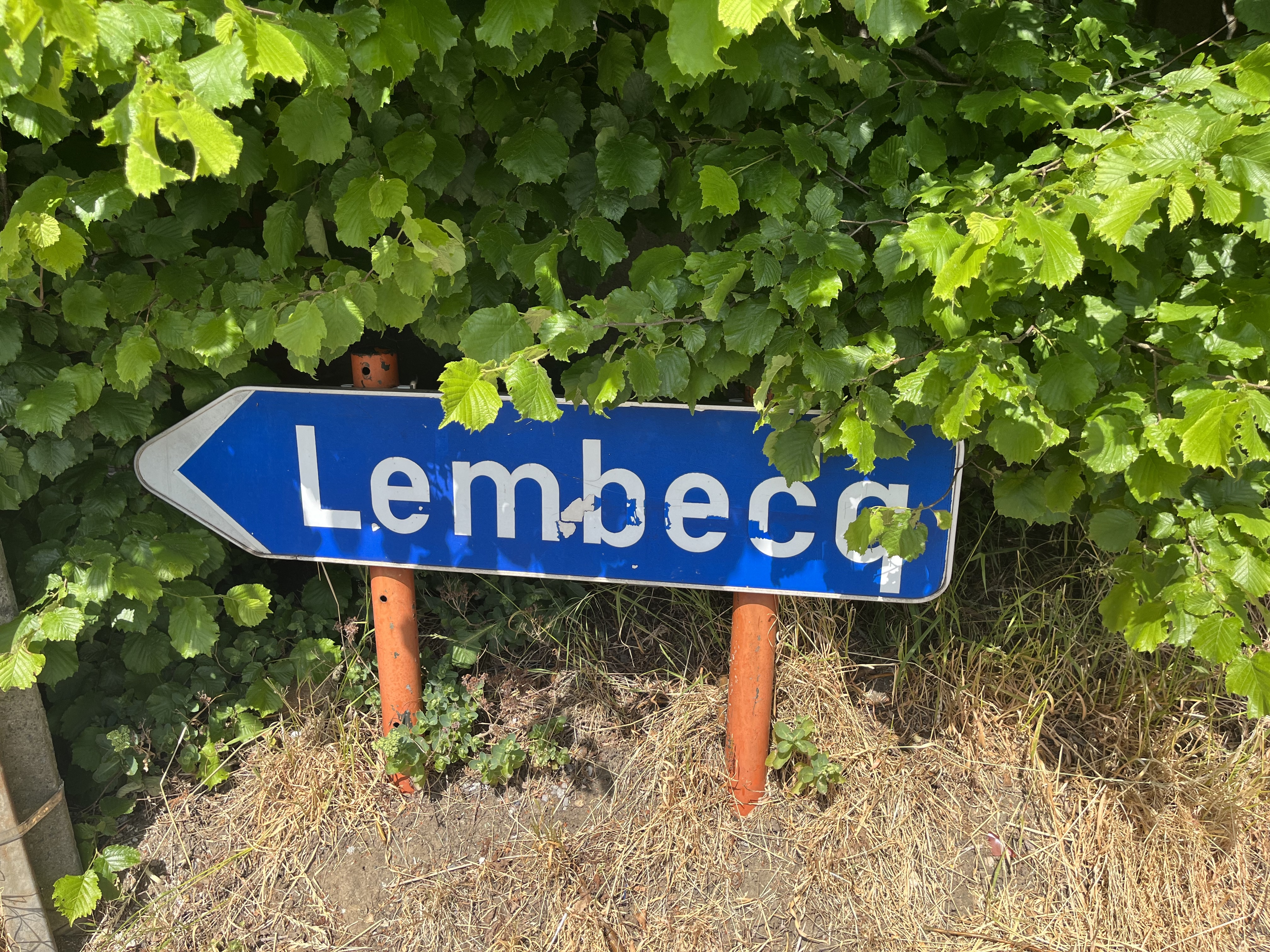
Panneau direction Lembecq, dans le village voisin de Clabecq.

Lembeek est situé sur la Senne et le canal Bruxelles-Charleroi et fait partie de la région limoneuse du Brabant (en néerlandais : Brabantse Leemstreek).

### Villages limitrophes
| Brages  | Hal     | Essenbeek         |
| Saintes | Lembecq | Braine-le-Château |
|         | Tubize  | Clabecq           |

## Transports
Lembeek possède une gare ferroviaire sur la ligne 96 de Bruxelles-Mons-Quévy.

## Bière et alcool
La brasserie Boon s'y trouve et la distillerie de Lembecq a cessé ses activités en 1927.
Une des étymologies[Combien ?] du mot Lambic pourrait provenir du nom du village.

## Procession de Saint-Véron
Le village est célèbre pour la procession de Saint-Véron qui démarre de Lembecq puis passe par Tubize en passant pas Clabecq et Braine-le-Château.